# Памятник жертвам сталинизма чеченцам-аккинцам
Памятник жертвам сталинизма чеченцам-аккинцам (чечен. Сталинизмо бехкбоцуш хӀаллак бинчу вайнахана) — памятник жертвам депортации чеченцев и ингушей, установленный 19 февраля 1989 года рядом со старым кладбищем селения Ярыксу-Аух (ныне Чаравали Новолакского района Дагестана). Памятник был первым такого рода в стране.

## История и социальное значение
В июле 1989 года республиканскими и местными властями был организован митинг в селении Новолакское численностью до 3 тысяч человек, на котором требовали перенести памятник за пределы Новолакского района а чеченцев выселить в Шелковской район Чечено-Ингушской АССР. В июне 1991 года это требование было поддержано третьим съездом народных депутатов Дагестанской АССР. Одновременно с ним было принято решение о воссоздании Новолакского района на новой территории — рядом со столицей Дагестана Махачкалой. Однако до сих пор эти решения не исполнены. Их выполнение тормозилось недостаточным финансированием программы переселения лакцев на новые земли. При этом на спорной территории в течение 1990-х годов проживали как лакцы, так и чеченцы.
В 2020 году рядом с памятником возведен Мемориальный комплекс участникам ВОВ.

## Описание
Памятник представляет собой два больших камня с информационной надписью на чеченском и русском языках. Камень, лежащий на земле, символизирует смерть, другой, который тянется к небу — жизнь. Тринадцать ступенек вверх — тринадцать лет жизни вдали от Родины, годы унижений, незаслуженных упреков, косых взглядов.

Жертвам сталинизма чеченцам-аккинцам 23 февраля 1944 г.
О, услышь, Родина,

Ты наш стон безысходный —

Зов земли предков

О печали народной!

|

Сталинизмо бехкбоцуш хӀаллак бинчу вайнахана

### Ежегодные митинги
Каждый год 23 февраля, в дату начала сталинских депортаций, чеченцы собираются у памятника, где обсуждают проблемы восстановления Ауховского района, требование восстановления которого было выдвинуто ими ещё в начале 1990-х годов. Так, в 2004 году у памятника собралось более 4000 человек на санкционированный властями ежегодный митинг, на котором общий сход ауховцев обсуждает также вопрос возмещения государством морального и материального ущерба, причинёного местным жителям бандформированиями террористов, с которыми население вступило в открытую конфронтацию и не пропустило их вглубь территории. В прессе отмечается, что:
Факт проведения собрания-митинга показывает, что вопрос о судьбе Новолакского района, временно сошедший с «повестки дня» после вторжения в этот район бандформирований Басаева и Хаттаба в 1999 году, вновь встал в обществе ауховцев достаточно остро.
23 февраля 2019 года выступая перед собравшимся у памятника, Умаров заявил о единстве чеченцев и проживающих в Дагестане ауховцев.

«Пусть никто не думает, что Чеченская Республика считает, что якобы ауховские чеченцы - это отрезанный ломоть. От имени Рамзана Кадырова уверяю вас в том, что это не является правдой. Это гнусная ложь, с помощью которой нас с вами пытаются разделить».— Джамбулат Умаров
- Траурный митинг 23 февраль 2019 года
- Траурный митинг 23 февраль 2019 года
- Траурный митинг 23 февраль 2019 года
- Траурный митинг 23 февраль 2019 года
- Траурный митинг 23 февраль 2019 года